# Сьвецехув-Дужи
Сьвецехув-Дужи (пол. Świeciechów Duży) — село в Польщі, у гміні Аннополь Красницького повіту Люблінського воєводства.
Населення — 565 осіб (2011).
У 1975-1998 роках село належало до Тарнобжезького воєводства.

## Демографія
Демографічна структура станом на 31 березня 2011 року:
|          | Загалом | Допрацездатний вік | Працездатний вік | Постпрацездатний вік |
| -------- | ------- | ------------------ | ---------------- | -------------------- |
| Чоловіки | 264     | 45                 | 168              | 51                   |
| Жінки    | 301     | 48                 | 147              | 106                  |
| Разом    | 565     | 93                 | 315              | 157                  |